# Ploceus reichardi
Ploceus reichardi е вид птица от семейство Ploceidae.

## Разпространение
Видът е разпространен в Замбия и Танзания.